# Берман, Ахмет
Ахмет Берман (тур. Ahmet Berman; 1 января 1932, Стамбул, Турция — 17 декабря 1980, там же) — турецкий футболист, игравший на позиции нападающего.

## Клубная карьера
Ахмет Берман начинал играть в футбол в клубе «Фатих Карагюмрюк». В 1955 году он присоединился к «Бешикташу», с которым дважды выигрывал Кубок Турецкой федерации. В 1959 году Берман перешёл в «Галатасарай», где два раза становился чемпионом Турции, а также стал обладателем целого ряда национальных кубков. Затем нападающий представлял «Вефу» и «Сивасспор», в последнем он и завершил свою карьеру футболиста.

## Карьера в сборной
Ахмет Берман был включён в состав сборной Турции на чемпионат мира 1954 года в Швейцарии, но на поле в рамках турнира так и не вышел.
18 декабря 1955 года нападающий дебютировал за национальную команду, выйдя в основном составе в домашней товарищеской игре с Португалией. Всего за сборную Турции Берман провёл 29 матчей и не забил ни одного гола.